# Camparañón
Camparañón es una localidad de la provincia de Soria, partido judicial de Soria, comunidad autónoma de Castilla y León, España. Pueblo de la comarca de Soria que pertenece al municipio de Golmayo.

## Historia

### Su nombre
La primera noticia documentada de Camparañón es del siglo XIII, en esa época se denominaba Camparannon. Su nombre cambió en el siglo XVI con la denominación de Camparañón. En esta época el pueblo tenía una población de unos 20 habitantes pecheros (campesinos). El nombre de Camparañón es prerromano, más concretamente Ibero y su significado es “campo de endrinas” o “arañones”.

### Época moderna
El Censo de Pecheros de 1528, en el que no se contaban eclesiásticos, hidalgos y nobles, registraba la existencia de 7 pecheros, es decir unidades familiares que pagaban impuestos. En el documento original, la localidad figura como Canparanon.
En el siglo XVIII se produce la construcción de la mayoría de las casas y de la iglesia. El estilo de construcción es el tradicional de esta tierra similar a la típica Casa Pinariega con su característica chimenea cónica. La sociedad de aquella época se dedicaba principalmente a la agricultura, algún taller artesano, etc.

### Época contemporánea
A la caída del Antiguo Régimen la localidad se constituye en municipio constitucional en la región de Castilla la Vieja, partido de Soria  que en el censo de 1842 contaba con 43 hogares y 174 vecinos.
A finales del siglo XX este municipio desaparece porque se integra en Golmayo, contaba entonces con 32 hogares y 124 habitantes.

### Actualidad
En la actualidad el pueblo tiene 39 habitantes censados. La base de su economía es únicamente la agricultura. Su ayuntamiento se encuentra agrupado al de Golmayo.

## Geografía
En su término se encuentran los despoblados de Fuenteazán, Ribamillanos y Ambroz.

## Geografía humana

### Demografía
| Gráfica de evolución demográfica de Camparañón entre 1842 y 1960 |
| |
| Población de derecho según los censos de población del INE Población de hecho según los censos de población del INEEntre el censo de 1970 y el anterior, este municipio desaparece porque se integra en el municipio 42095 (Golmayo) |

| Gráfica de evolución demográfica de Camparañón (municipio) entre 1842 y 2000                                                                       |
| |
| Población de derecho (1857-1960) o población residente según los censos de población del INE. Población según el padrón municipal de 2010 del INE. |

### Demografía reciente del núcleo principal
Habitantes (INE): 44 (1981), 39 (2004), 32 (2008), 31 (2022). Concentrados en el núcleo principal.
| Gráfica de evolución demográfica de Camparañón (localidad) entre 2000 y 2014                     |
|                                                                                                  |
| Población de derecho (2000-2014) según los censos de población del INE a 1 de enero de cada año. |

## Lugares de interés
- Iglesia Parroquial de San Bartolomé: Clasicista, del siglo XVIII, con pila bautismal románica.
- Puente de los Tres Ojos: puente romano de tres arcos de medio punto.
- Despoblados de Fuenteazán, Ribamillanos y Ambroz: se conservan algunos restos de casas y la planta de la iglesia en el caso de Fuenteazán.
- Castro celtibérico del Carranalón: se pueden ver restos de su muralla.
- La fuente nueva y la fuente vieja: prototipo de infraestructura hidráulica pública rural del siglo XX y XIX respectivamente.
- Cueva de los Cochinos: en esta cueva se dice que hay pinturas rupestres.

## Fiestas
- Fiestas Patronales en honor de san Bartolomé: 24, 25 y 26 de agosto.
- Fiestas en honor de san Antonio de Padua: 13 de junio.

## Hábitat

### Flora
Camparañón posee un encinar, al norte de la población, con magníficos ejemplares centenarios de gran tamaño. Los encinares representan la mayor superficie forestal de la provincia de Soria y los ejemplares de Camparañón junto con los de Vaderromán son los más importantes.
Esta foto corresponde a un conjunto de seis encinas formando un círculo de singular belleza por su forma, sin llegar a destacar individualmente ninguna de ellas por su tamaño. Aparentemente dos grupos de ellas son cepas de las que han surgido los actuales brazos. Tiene unas dimensiones de 3,80 por 6 m.
Además encontramos otros tipos de árboles como el pino y el chopo, ambos de repoblación.
- Encinar de Camparañón

### Fauna
La fauna de Camparañón al igual que la del resto de la provincia es característica del clima mediterráneo-continental. Encontramos ejemplares tales como: jabalí, corzo, ciervo, liebre, perdiz. También existen aves rapaces y buitres.